# اگیل رایمرش
اگیل رایمرش (انگلیسی: Egill Reimers; ۱۸ ژوئیهٔ ۱۸۷۸ – ۱۱ نوامبر ۱۹۴۶) قایقران قایق بادبانی اهل نروژ بود.